# Yekaterina Guénieva
Yekaterina Yúrievna Guénieva, conocida internacionalmente como Ekaterina Genieva (en ruso: Екатери́на Ю́рьевна Гéниева; Moscú, 1 de abril de 1946-Israel, 9 de julio de 2015) fue una bibliotecaria, filóloga y escritora rusa. Fue la directora de la Biblioteca Estatal de Literatura Extranjera de toda Rusia Margarita Rudomino desde 1993 hasta 2015. Doctora en Filología, fue uno de los autores de la Gran enciclopedia rusa e integró el Consejo de la Cultura y las Artes durante de la presidencia de Boris Yeltsin.

## Estudios
Genieva nació en Moscú. Su madre era médica y fue criada por su abuela. Estudió literatura inglesa en la Facultad de Filología de la Universidad Estatal de Moscú y defendió su tesis de doctorado en Letras en 1972 sobre James Joyce. Fue la primera disertación en la Unión Soviética sobre el autor, que había sido prohibido en el país. Continuó escribiendo críticas y bibliografías de muchos autores, incluidos Charles Dickens, Jane Austen, Virginia Woolf y los hermanos Brontë.

## Trayectoria
Se incorporó a la Biblioteca de Literatura Extranjera en 1971 y pasó allí el resto de su carrera. La biblioteca tenía obras en 140 lenguas y era un lugar donde la gente podía investigar sobre temas y autores que de otro modo estaban prohibidos o censurados en la Rusia soviética. Se convirtió en subdirectora de Viacheslav Ivánov en 1990.
Durante el intento de golpe de Estado soviético de 1991, permitió que las fotocopiadoras de la biblioteca (el acceso a las fotocopiadoras estaba bajo estricto control en la Unión Soviética) se utilizaran para publicar periódicos de la resistencia. Un funcionario del gobierno investigó esto y Genieva asumió la responsabilidad. El funcionario simplemente insistió en que corrieran las cortinas para evitar que la luz de las fotocopiadoras se viera desde la calle.
Tras la disolución de la Unión Soviética a finales de 1991, la iniciativa británica llamada Book Aid donó más de un millón de libros para el país. Genieva coordinó la distribución de los libros a las bibliotecas de la ex Unión Soviética. En respuesta a las preocupaciones sobre qué tipo de material enviar, dijo: «¡Envíalo todo! ¡Ya hemos tenido suficiente censura!». También encabezó los esfuerzos para identificar y devolver más de 40 000 libros saqueados de las bibliotecas europeas por las tropas soviéticas durante la Segunda Guerra Mundial.
En 1993 fue designada directora de la biblioteca, lo que permitió durante su gestión la apertura de catorce centros culturales de distintas lenguas, salas infantiles, sala de lectura de religión, catálogos automatizados, el Centro de Preservación y Conservación (PAC) de la IFLA, etc., que convirtió a la biblioteca en una institución de vanguardia.
Fue presidenta de la Open Society Foundation rusa de 1995 a 2004, que ayudó a establecer el acceso a Internet, proporcionar libros de texto y financiar bibliotecas en todo el país. Asimismo la primera vicepresidenta de la Federación Internacional de Asociaciones de Bibliotecarios y Bibliotecas (IFLA) entre 1993 y 1997, la cofundadora y vicepresidenta de la Asociación de Bibliotecas de Rusia (1994–2004), integró el comité nacional ruso de la Unesco, y miembro del Comité Consultivo Internacional del Programa Memoria del Mundo, Unesco. También fue la primera mujer propuesta para ser miembro del Athenaeum Club.

## Premios y reconocimientos
Entre los muchos premios que recibió se encuentran:
- 1999 - Diploma honorario de la IFLA
- 2001 - Doctorado honorario en Letras. Universidad de Illinois en Urbana-Champaign, EE. UU.
- 2002 - Orden al Mérito Docente y Cultural Gabriela Mistral, Chile
- 2005 - Cruz de reconocimiento, Letonia
- 2005 - Premio Max Herman, Alemania
- 2005 - Premio Pro Cultura Hungarica, Hungría
- 2006 - Cruz del Mérito de Primera Clase, Alemania
- 2007 - Orden del Imperio Británico
- 2009 - Legión de Honor, Francia
- 2009 - Diploma del Ministerio de Cultura de Japón

## Vida personal
Se casó con el ingeniero Yuri Bélenki y tuvieron una hija, Daria. Fue cristiana ortodoxa rusa, partidaria del padre Aleksandr Men e integró la junta de la Sociedad Bíblica Rusa. Falleció de cáncer el 9 de julio de 2015.